# I'll Cry Instead
I'll Cry Instead (Lennon/McCartney) är en låt av The Beatles från 1964.

## Låten och inspelningen
Denna något countryaktiga låt skrevs av John Lennon, vars sång dubblerats på inspelningen. Vissa källor gör gällande att det även var Lennon som spelade tamburin på låten, även om det är troligare att det är Ringo Starr. Låten sattes i två kombinerade tagningar, 1 juni 1964, direkt efter Matchbox. Den kom med på LP:n A Hard Day's Night, som släpptes i USA 26 juni 1964 och i Storbritannien 10 juli 1964.